# 八英里 (阿拉巴馬州)
八英里（英語：Eight Mile）是一個位於美國阿拉巴馬州莫比爾縣的非建制地區。該地的面積和人口皆未知。

## 地理
八英里的座標為30°45′49″N 88°07′37″W / 30.76361°N 88.12694°W，而該地的平均海拔高度為10米（即33英尺）。